# Katrin Krabbe
Katrin Krabbe (Neubrandenburg, 22 de novembro de 1969) é uma ex-atleta alemã nascida na Alemanha Oriental, especialista em provas de velocidade e campeã mundial dos 100 m e 200 m rasos.
Em 1988, aos 20 anos, competiu pela Alemanha Oriental em Seul 1988. Em 1990 foi tricampeã europeia nos 100 m, 200 m e 4x100 m no Campeonato Europeu de Atletismo realizado em Split, Iugoslávia. Após a Queda do Muro de Berlim, passou a competir pela Alemanha e conquistou duas medalhas de ouro e duas de bronze, nos 100 m, 200 m e nos revezamentos, no Campeonato Mundial de Atletismo de 1991, em Tóquio.
Chamada de "Grace Kelly do Atletismo" pela sua beleza, em 1992 Krabbe e as compatriotas Silke Möller e Grit Breuer testaram positivo para o estimulante clenbuterol. Todas as três atletas foram suspensas por um ano pela Federação Alemã de Atletismo mas a IAAF – (Associação Internacional de Federações de Atletismo) aumentou a suspensão para dois anos. Krabbe processou a entidade e recebeu 1,2 milhão de marcos em indenização  mas a punição acabou tirando-a dos Jogos Olímpicos de 1992, em Barcelona, o que  efetivamente contribuiu para encerrar sua carreira no atletismo. Hoje é dona de uma loja de artigos esportivos em Neubrandenburg, sua cidade natal.